# Alpha Fighter
El VF-6 Alpha Fighter o simplemente Alpha, corresponde a un vehículo de ficción de las series de animación Genesis Climber Mospeada y Robotech.

## Diseño según Robotech
El Alpha y Beta Veritech Fighters son los últimos progresos del doctor Lang y sus especialistas en investigación Robotech. La idea inicial era crear un Veritech Fighter transformable más pequeño. Algo muy parecido a la vieja serie VF-Veritech de 13.7 m (45 pies)de alto, pero de la mitad de tamaño para tener mayor movilidad en combate. Un mecha más pequeño podría ir los lugares que no podrían sus precursores más grandes, también haría al vehículo un blanco más pequeño.
La Alpha Fighter es un pequeño jet que en modo Battloid mide cerca de 28 pies de alto; 16,5 pies más corto que el Supe Veritech. El doctor Lang afirma que él puede reducir el tamaño otros 8 pies (24 dm), pero con un significativo sacrificio en los sistemas de armas.
Aunque el Alpha Fighter es más lento que la serie Veritech VF, es mucho más manejable y cargado con cinco veces más misiles de corto alcance (60, comparados con 12 del VF). Como la serie Veritech VF, el Alpha Fighter también tiene como estándar un arma con forma de vaina del estilo GU llamada GU-XX. Un GU-XX viene como estándar, pero dos se pueden guardar en tapa y uno en el tren de aterrizaje. El GU-XX se puede usar mientras se está en los modos jet y guardián (usados como arma de mano solamente en modo Battloid).
Quizás el aspecto más excepcional de su diseño es su compatibilidad con el Beta Fighter. El Alpha puede unirse al Beta Fighter más grande, convirtiéndose en una más grande, más rápida y más formidable máquina de guerra. Los poderosos propulsores del beta pueden utilizarse para mover los dos Veritechs combinados en uno, en el espacio. Este aspecto da total flexibilidad al Alpha en el espacio. Aún más impresionante es que el Alpha puede transformarse en modo Battloid y seguir unido al Beta para tener la velocidad y maniobrabilidad de un jet, pero con el potencial de combate de un Battloid. Las dos naves pueden separarse una de la otra en cualquier momento. El efecto es que un avión grande puede separarse y convertirse en dos separados o viceversa. Los Veritechs pueden funcionar en tierra, aire, espacio o bajo el agua.
El Alpha puede llevar un Cyclone plegado en un compartimiento especial de carga, este se utiliza como equipo de combate/supervivencia para los pilotos derribados en combate.

## Equipo Especial
- Proyector infrarrojo (cabeza)
  - Alcance: 610 m (2000 pies). El proyector infrarrojo se encuentra al frente de la cabeza como un ojo gigante, rojo en los cyclops. Emite un rayo de luz infrarrojo que es invisible al ojo normal (Invid incluidos). Sin embargo, un enemigo con óptica infrarroja puede ver fácilmente el haz de luz y seguirlo hasta el Alpha. El humo deteriora la visión del haz de luz.
- Escáner Termal (cabeza)
  - Alcance: 610 m (2000 pies). Una unidad sensorial óptica especial sensible al calor, permite que el radiador infrarrojo de objetos calientes sea convertido en una imagen visible. También permite al piloto ver en la oscuridad, sombras y a través del humo.
- La óptica de visión Nocturna (cabeza)
  - Alcance: 610 m (2000 pies). Es un intensificador de imagen pasivo, o sea que no emite ninguna luz propia, sino que utiliza la luz en el ambiente, que se amplifica electrónicamente, para dar un cuadro visible. La visión nocturna no puede trabajar en oscuridad absoluta (solamente puede el infrarrojo).
- Recolección audio externa (cabeza)
  - Alcance: 91 m (300 pies). Un sistema de amplificación de sonido con el que se puede escuchar un susurro a 90 metros.
- Sistema de video externo de vigilancia (cabeza)
  - Alcance: 183 m (600 pies). La caja al lado de la cabeza es un sistema de cámara de vídeo con capacidades telescópicas (ampliación 6X). Las imágenes video se pueden retransmitir al monitor de la carlinga y almacenarlas en discos de video portátiles. La capacidad máxima es de 24 horas. Los discos pueden ser borrados y reutilizados.

## Especificaciones
|            | Fighter                    | Guardian                   | Battloid                         |
| ---------- | -------------------------- | -------------------------- | -------------------------------- |
| Velocidad: | 1541mph                    | 670mph                     | 120mph corriendo, 300mph volando |
| Alto:      | 15ft                       | 20ft                       | 28ft                             |
| Ancho:     | 22ft                       | 22ft                       | 13ft                             |
| Peso:      | 11 t vacío, 16.4 t cargado | 11 t vacío, 16.4 t cargado | 11 t vacío, 16.4 t cargado       |

## Sistemas de Armas
- 2 láseres en la nariz
- Arma vaina GU-XX de 35mm
- 64 misiles SRM

## Enlaces
- Sitio para fanáticos de Robotech, con información muy completa, descargas y cuenta con un Mini-Shop propio (en español)

- Datos: Q10750691